# Melanochroa yasudai
Melanochroa yasudai är en fjärilsart som beskrevs av Yutaka Yoshiyasu 1985. Melanochroa yasudai ingår i släktet Melanochroa och familjen Crambidae. Inga underarter finns listade i Catalogue of Life.